# Franz Wandinger
Franz Wandinger (* 24. Juli 1897 in Dorfen; † 1. April 1961) war ein deutscher Goldschmied.

## Leben
Wandinger entstammt einer alten Goldschmiedefamilie. Zusammen mit seinem Zwillingsbruder Hermann (1897–1976) trat er 1910 bei einem Münchner Goldschmied in die Lehre. Daneben besuchten beide Fachschulen und Abendkurse bei Johann Vierthaler und bei Julius Schneider, dem Leiter der Münchener Goldschmiedeschule. Nach Teilnahme am Ersten Weltkrieg trat er 1918 in das elterliche Geschäft ein.
Zusammen mit seinem Bruder beteiligte er sich 1922 an der Deutschen Gewerbeschau und beide richteten später ein gemeinsames Atelier in Schwabing ein, das bis zur Kriegszerstörung 1945 bestand. Nach Heirat mit Viktoria Hörmann im Jahr 1929 übernahm er den Betrieb der Eltern in Dorfen.

## Werk
Während des Zweiten Weltkriegs arbeiteten die Wandinger-Zwillinge und deren Firma „im persönlichen Auftrag des Führers“ und waren auch in die Verwertung geraubten Edelmetalle verwickelt. Sie schufen in dieser Zeit vor allem Orden und „Ehrengaben“ für prominente Nationalsozialisten und internationale Verbündete des Regimes.
Von Wandinger stammen kirchliche Arbeiten in Feuergold, Silber und Email und Schmuckarbeiten. In Dorfen und Umgebung stammen zahlreiche Reliefs und Plastiken von den Gebrüdern Wandinger.
Der Hemadlenzen-Brunnen gegenüber dem Rathaus Dorfen wurde ebenfalls von ihnen gestaltet.

## Auszeichnungen
- 1937 Goldene Medaille bei der Weltausstellung in Prag
- 1940 Goldene Medaille bei der Triennale in Mailand